# Saad Bouguerra
Saad Bouguerra (ur. 2002) – algierski zapaśnik walczący w stylu wolnym. Srebrny medalista mistrzostw Afryki w 2024 i 2025. Wicemistrz arabski w 2023 i trzeci w 2024. Mistrz Afryki juniorów w 2020 roku.